# Euphorbia sapinii
Euphorbia sapinii är en törelväxtart som beskrevs av De Wild.. Euphorbia sapinii ingår i släktet törlar, och familjen törelväxter. Inga underarter finns listade i Catalogue of Life.